# 尼日尔-科尔多凡语系
尼日尔-科尔多凡语系是语言学家約瑟夫·格林伯格（Joseph H. Greenberg）在其著作《非洲语言》所提出的语系，原名为刚果-科尔多凡语系，是一个包含900多種非洲語言（以及數千種方言）的大語系。此语系中的所有语言已被语言学家归类为尼日尔-刚果语系语言。
尼日尔-科尔多凡语系原劃為七個語族：
1. 西非語族、
2. 曼迪語族、
3. 古爾語族、
4. 克瓦語族、
5. 班圖語族、
6. 東非語族、
7. 科爾多凡語族。

主要語言：富拉尼語（西非語族）、馬林克語（曼迪語族）、莫西語（古爾語族）、約魯巴語（克瓦語族）、伊格博語（克瓦語族）、盧安達語（班圖語族）、馬夸語（班圖語族）。

## 參看
- 尼日尔-刚果语系